# Paderno del Grappa
Paderno del Grappa – miejscowość i gmina we Włoszech, w regionie Wenecja Euganejska, w prowincji Treviso.
Według danych na rok 2004 gminę zamieszkiwały 2002 osoby, 105,4 os./km².